# Fortunat Sprecher

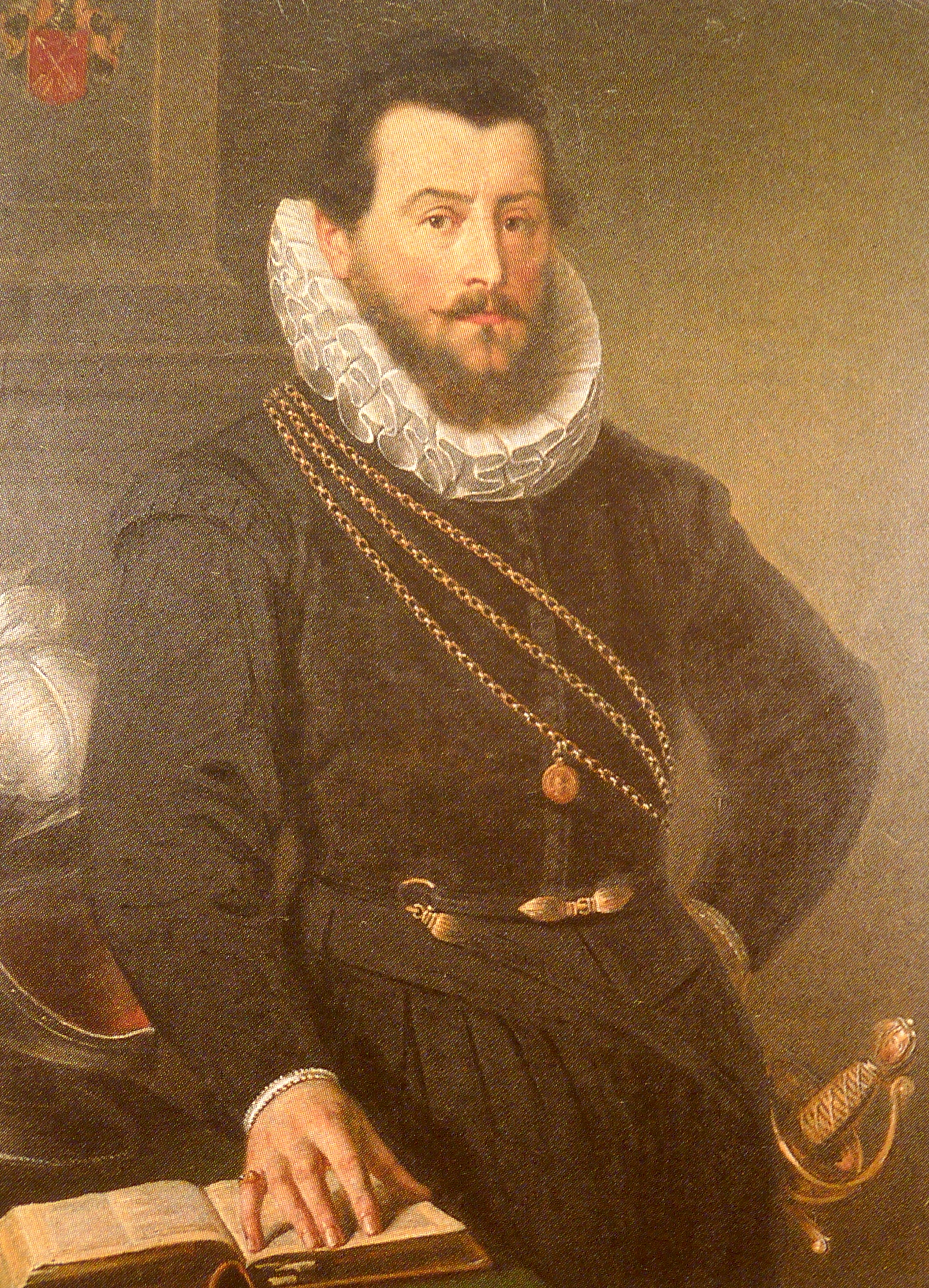
Fortunat Sprecher von Bernegg; Ölbild von Johann Friedrich Dietler

Fortunat Sprecher von Bernegg (* 9. Januar 1585 in Davos; † 14. Januar 1647 in Chur) war ein Schweizer Jurist, Gesandter und Chronist aus Graubünden.

## Familie
Sprecher kam aus der angesehenen Familie Sprecher von Bernegg. Er war der Sohn von Florian Sprecher (* 1548; † 18. April 1612) und der mit diesem verheirateten Dorothea Brunner (* 1550; † 22. März 1612) genannt Büsch (auch gelegentlich fehlerhaft als von Beusch bezeichnet).:729 Sein Urgrossvater grossmütterlicherseits, Conrad von Planta, hatte 1512 im Namen des Bischofs von Chur die Abteilungen des Gotteshausbundes bei der Eroberung des Veltlins durch die Drei Bünde befehligt und war im gleichen Jahr erster Landeshauptmann des Veltlins (capitano generale oder Governatore) geworden.
Sprecher hatte neun Geschwister. Die fünf Schwestern Barbara, Christina, Ursula, 1589 verheiratet mit Anton von Sonvic, Dorothea sowie Katharina, 1597 in erster Ehe verheiratet mit Hartmann von Hartmannis und 1605 in zweiter Ehe mit Hartmann Planta.:326–327 Der «Gotha» berichtet von einer Verheiratung in die Familien Buol, Hartmannis, Planta, Schmid von Grüneck (lt. Gotha «Grünegg») und Souvig, ohne nähere Angaben.:729
Die beiden älteren der vier Brüder waren Andreas (* 1568; † 1631) «Commissar-Richter im Veltlin, Gouverneur (Commissarius) zu Cläfen und Gesandter in Innsbruck», sowie Johann (* 1582; † 1631), zuletzt Oberst in französischen Diensten und in Maienfeld tödlich verunglückt. Der «Gotha» gibt für Johann das Geburtsjahr 1570 an und spricht davon, Johann sei 1631 in Maienfeld ermordet worden.:731 Auch das schweizerische Geschlechterbuch bestätigt das Geburtsjahr 1570 und die Ermordung im Mai 1631 «auf dem Beitag in Maienfeld». Andreas Sprecher berichtet über Johann (auch Hans genannt), dieser sei 1582 geboren und 1631 auf einem Beitag zu Maienfeld ermordet worden.:326 Bei Beitagen handelte es sich um Beratungen der Führer der Drei Bünde in der Zeit zwischen den Allgemeinen Bundstagen.
Mit Sprecher wurde dessen etwa eine Stunde älterer Zwillingsbruder Florian geboren, der als Hauptmann der Davoser in der Schlacht bei Tirano fiel,:733 aber zahlreiche Nachkommen hinterließ.:323 Der jüngere Bruder Konradin (* 1592; † 1622) fiel als Pannerherr der Landschaft Davos am 8. Mai in einem «blutigen Treffen» auf dem «Luciensteig».:733 Andreas von Sprecher berichtet über Conrad, dass dieser als Davoser Fähnrich im Kampf gegen die Österreicher auf dem Fläscherberg bei St. Luzisteig (siehe auch Festung St. Luzisteig) gefallen ist.:327
Sprecher verheiratete sich in erster Ehe mit Elisabeth Sebregonzi, Tochter des Martin, aus Berbenno (Veltlin), und in zweiter Ehe mit Ludovica von Planta, Tochter des Peter, Hauptmanns in venezianischen Diensten. Der «Gotha» von 1858 nennt als erste Ehefrau Elisabetha geb. de Sebregonz, Nichte des [...] Freiherren von Sax zu der Hohensax, und als zweite Ehefrau ebenfalls Ludovica geb. von Planta von Chur, verstorben 1660.
Aus zweiter Ehe stammten die Söhne Rhätus, Podestà zu Plurs, verstorben 1675, sowie Peter, verstorben 1689. Mit deren Kindern ist die Linie erloschen.

## Leben
1593, im Alter von acht Jahren, wurde Sprecher an der Winterschule in Davos vom ehemaligen Churer Pfarrer Luzius von Capol in Latein unterrichtet. Ab 1595 wurde er an der Schule der Kathedrale in Chur unterrichtet, einer Art Gymnasium.
Anfang Januar 1600 wurde Sprecher von einem Gönner gegen den Willen seiner Eltern an die Universität von Basel geschickt, wo er Vorlesungen über Rhetorik, Theologie und Geschichte besuchte. 1602 wurde Sprecher Eherichter in Davos. 1604 wird Sprecher durch «Johann Baptista Spandrio (Quadrio?) aus Morbenn Kraft kaiserlicher Verleihung zum Notar bestellt».:333 Im Oktober 1605 reist Sprecher nach Frankreich, ausgestattet mit einem königlichen Stipendium, um in Paris Jurisprudenz und die französische Sprache zu studieren. Im April 1606 bereist er die Normandie.:334 Im Hinblick auf diese Reise in die Normandie weist Andreas von Sprecher bereits 1935 auf ein Missverständnis in der Allgemeinen Deutschen Biographie (ADB) hin, wonach Fortunat von Sprecher angeblich bis Norwegen gereist sein soll. «Die Angaben zu seiner Reise «in Normandiam», wie der lateinische Text lautet, bezieht sich gewiss auf die französische Normandie und nicht auf Norwegen».:334 Fussnote 39
Am 29. November 1606 promovierte Sprecher mit der Dissertation De Donationibus materia an der Universität von Orléans zum Doktor beider Rechte.
1612 wurde Sprecher im Alter von 27 Jahren Generalproveditor und Oberst im Veltlin sowie den «Grafschaften Worms» (heute Bormio) und «Cläfen» (heute Chiavenna). Andreas von Sprecher bezeichnet den Proveditor als «Aufseher aller Militärangelegenheiten».:333 Von 1617 bis 1619 war er «Commissarius zu Cläfen». Als solcher berichtete er 1618 über den so genannten Bergsturz von Plurs.
Im April 1621 wurden ihm zusammen mit Gilli Maissen (dem Jüngeren) und Fortunat von Juvalta zwei Gesandtschaften der Drei Bünde nach Innsbruck und nach Imst zu Erzherzog Leopold V. von Österreich übertragen. Der «Gotha» von 1858 berichtet hingegen, dass Sprecher von 1623 bis 1625 Gesandter nach Innsbruck und 1621 und 1625 Gesandter bei Marchese de Leganes (nach der französischsprachigen Wikipedia Diego Mexia Felipez de Guzmán y Dávila, vicomte de Butarque et premier marquis de Leganés (1580–1655)) im Veltlin war. Das 1512 von den Drei Bünden eroberte Veltlin war zwischen 1620 und 1639 in den Einflussbereich der in Mailand regierenden katholischen Spanier geraten, wodurch überhaupt erst eine Gesandtschaft in die bisherigen Untertanenlande möglich wurde. Zwischen 1625 und 1627 war Sprecher in Chiavenna tätig.
Sprecher berichtete unter anderem über die unruhigen Zeiten der Bündner Wirren, die Schlacht an der Calven und den Veltliner Mord.
Sprecher wurde auf dem Scalettafriedhof der Martinskirche in Chur (seit etwa 1870 Stadtgarten) bestattet. Dort war das Grab 1935 noch zu sehen.{{Rp|336}}
Conrad Ferdinand Meyer lässt in seinem historischen Roman "Jürg Jenatsch" (1874/1876) Fortunat Sprecher mehrfach an prominenter Stelle auftreten.

## Werke

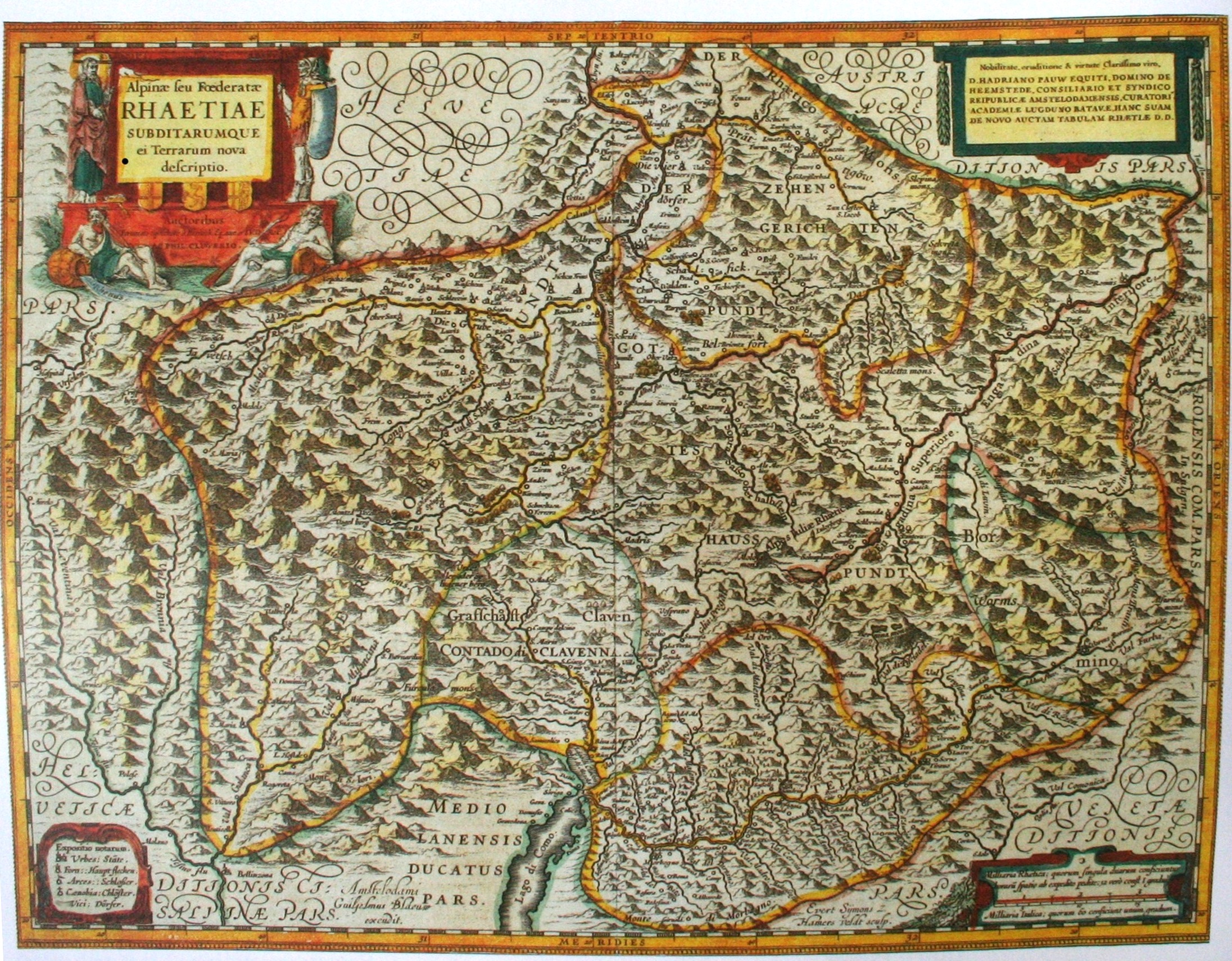
Karte der Drei Bünde

Berühmt wurde Sprecher mit seinen Geschichtswerken. 1617 erschien in lateinischer Sprache die rätische Chronik Pallas Rhaetica armata et togata, die bis in die Zeit des Autors berichtet, am ausführlichsten zur Kriegsgeschichte, sowie mit einer Beschreibung der Untertanenlande mit der Geschichte ihrer Eroberung. Auf dem Bundstag in Ilanz 1619 gab Sprecher für jeden der Drei Bünde ein Freiexemplar ab. Jeder der Abgeordneten erhielt ein Exemplar der als Kupferstich erschienenen Karte Alpinae seu foederatae Rhaetiae subditarumque ei terrarum nova descriptio (neue Beschreibung des alpinen oder bündnerischen Rätien und seiner Untertanengebiete), der bekanntesten und genausten Bündner Karte der frühen Neuzeit. Sprecher hatte sie zusammen mit dem Geografen Philipp Clüver entworfen. 1672 erschien die Pallas auf Deutsch unter dem Titel Rhetische Cronica.
1629 erschien in zwei Teilen die Darstellung der Bündner Wirren Historia motuum et bellorum (Geschichte der Unruhen und Kriege). Sie gilt als ausführlichste und ausgewogenste Chronik dieser Zeit.  Der sogenannte Waser’sche Schiedsspruch von 1644, der die bevorzugte Stellung von Davos im Zehngerichtebund einschränkte, traf Sprecher in seinem Rechtsempfinden derart, dass er seine Chronistentätigkeit aufgab. Sprechers Werke erschienen zu seinen Lebzeiten in Basel, Genf und Leiden.